# The Face of Fu Manchu

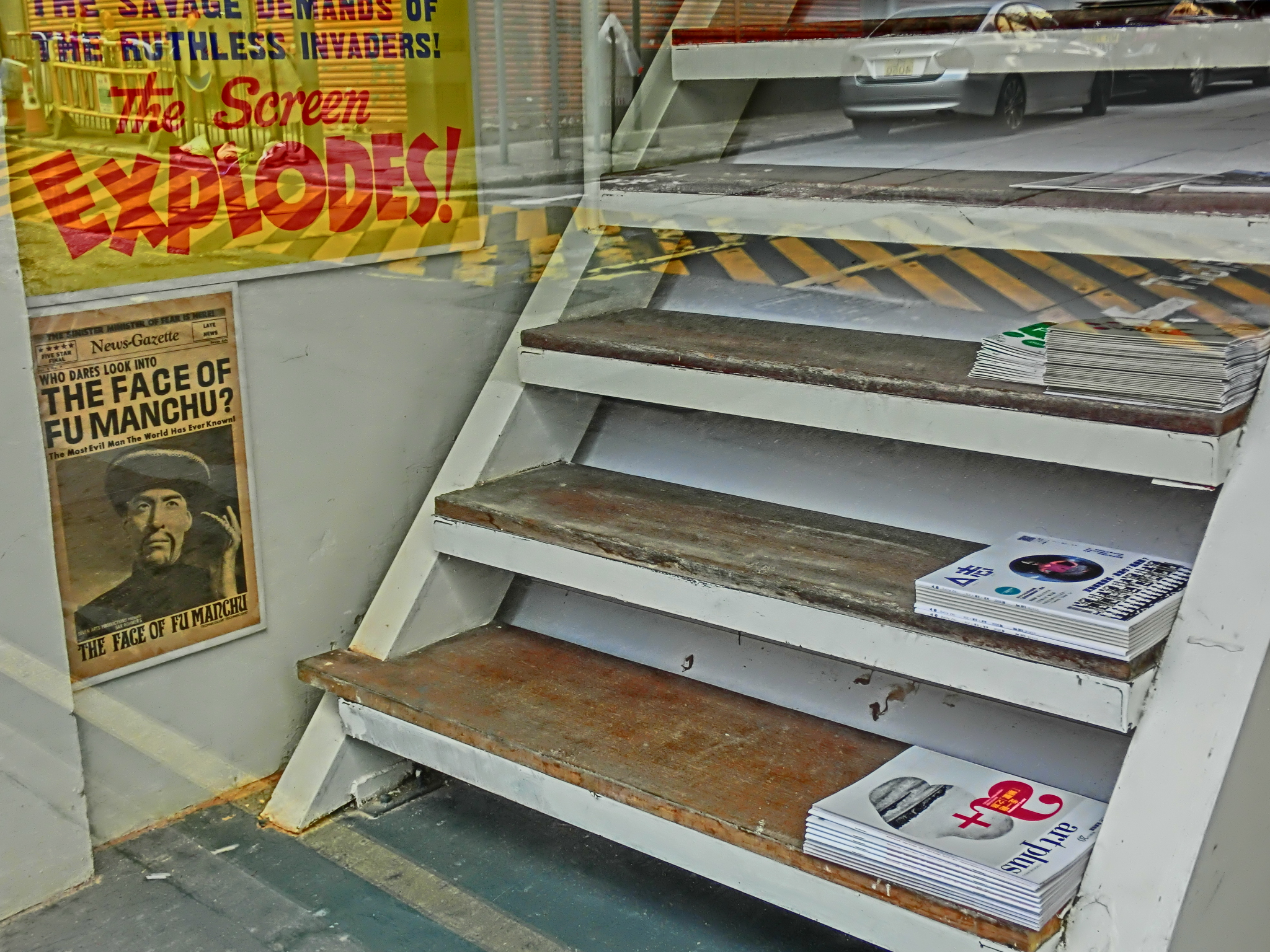
Advertentie voor The Face of Fu Manchu in een winkel in Hong Kong

The Face of Fu Manchu is een Britse misdaad/horrorfilm uit 1965, gebaseerd op het personage Fu Manchu. Het was de eerste Fu Manchu film met Christopher Lee in de titelrol.

## Verhaal
De film begint met de executie van meestercrimineel Fu Manchu. Getuige is zijn aartsvijand, Nayland Smith.
Terug in Engeland komt Smith er al snel achter dat Fu Manchu op een of andere manier toch nog bezig is met zijn plannen. Al snel ontdekt hij dat de man die werd geëxecuteerd slechts een dubbelganger van Fu Manchu was, die onder hypnose diens plek had ingenomen. De echte Fu Manchu is inmiddels in Londen, en werkt vanuit een geheime basis onder de Theems aan zijn nieuwste plan. Hij heeft professor Muller ontvoerd, een geleerde die kennis bezit over een giftig mengsel gemaakt uit de zaden van een zeldzame Tibetaanse bloem.

## Rolverdeling
| Acteur                  | Personage                             |
| ----------------------- | ------------------------------------- |
| Christopher Lee         | Dr. Fu Manchu / Lee Tao               |
| Nigel Green             | Sir Nayland Smith                     |
| Joachim Fuchsberger     | Karl Janssen                          |
| Karin Dor               | Maria Muller Janssen                  |
| James Robertson Justice | Sir Charles / Direktor Fortescu       |
| Howard Marion-Crawford  | Dr. Petrie                            |
| Tsai Chin               | Lin Tang                              |
| Walter Rilla            | Prof. Hans Muller / Prof. Hans Merten |
| Harry Brogan            | Professor Gaskell                     |
| Poulet Tu               | Lotus                                 |

## Achtergrond
De film werd op locatie opgenomen in Dublin, Ierland.
De film kreeg vier vervolgen, eveneens met Christopher Lee in de hoofdrol:
- The Brides of Fu Manchu
- The Vengeance of Fu Manchu
- The Blood of Fu Manchu
- The Castle of Fu Manchu